# 臼井地区 (千葉県佐倉市)
臼井地区（うすいちく）は、千葉県佐倉市の地区名称である。含まれる行政地名は、王子台、稲荷台、染井野、臼井、臼井田、新臼井田、臼井台、南臼井台、八幡台、江原、江原台、江原新田、角来、印南。
臼井地区商店会連合会(レイクピアウスイ振興会・臼井王子台商店会)があり、京成臼井駅前のレイクピアウスイを中心に臼井の歴史や文化、地域等の魅力を情報発信している。

## 地理
北は印旛沼、東は佐倉地区、西はユーカリが丘、南は四街道市に隣接している。

## 施設

### 王子台
- レイクピアウスイ（レイクピアウスイ専門店、イオン臼井店）
- 佐倉市役所臼井・千代田出張所
- 佐倉市民音楽ホール
- 御伊勢公園（1丁目）

## 交通

### 鉄道
- 京成本線
  - 京成臼井駅

### 道路
- 国道
  - 国道296号